# ПАОК (баскетбольный клуб)
ПАОК — греческий баскетбольный клуб из города Салоники.

## История
Клуб основан в 1928 году в Салониках. Является принципиальным соперником другого клуба из этого города Ариса. Дважды клубу удавалось выиграть национальный чемпионат. Лучшим достижением на евроарене является выигрыш Кубка Сапорты 1991, победа в Кубке Корача 1993/1994, Финал четырёх Евролиги 1993.

## Титулы
- Чемпионы Греции  (2 раза): 1959, 1992
- Кубок Греции (3 раза): 1984, 1995, 1999
- Кубок Сапорты: 1991
- Кубок Корача: 1994
- Кубок чемпионов Финал Четырех (1 раз): 3-е место 1993

## Сезоны
| Сезон   | Лига | Уровень | Рег. Чемп. | Плей-офф  | Еврокубки         |
| ------- | ---- | ------- | ---------- | --------- | ----------------- |
| 2014-15 | А1   | 1       | 3          | Полуфинал | Ласт 32 Еврокубка |
| 2015-16 | А1   | 1       | -          | -         | Ласт 32 Еврокубка |